# Désiré-Emile Inghelbrecht
Désiré-Émile Inghelbrecht (Parigi, 17 settembre 1880 – Parigi, 14 febbraio 1965) è stato un compositore e direttore d'orchestra francese.

## Biografia
Suo nonno era belga e sua madre inglese. Suo padre suonava la viola nell'orchestra de l'Opéra de Paris. Désiré-Émile studiò al Conservatoire de Paris dove fu allievo di Antoine Taudou. Iniziò a suonare nelle orchestre e successivamente divenne direttore d'orchestra al Théâtre des Champs-Élysées alla sua fondazione nel 1913. 
Fondò l'Association chorale de Paris (1912) e diresse i Ballets suédois di Rolf de Maré (1919-1922) e quindi l'orchestra de l'Opéra-Comique. Concepì l'idea di una Orchestre national de France della quale divenne il primo direttore stabile nel 1934. Fu anche direttore dei Concerts Pasdeloup (1928-1932) e direttore musicale de l'Opéra d'Alger (1929-1930).
Realizzò la registrazione integrale delle opere di Claude Debussy, che aveva conosciuto personalmente, ed alle opere del quale si ispirò per la composizione delle sue opere nel corso di tutta la sua carriera.

## Scritti
- Comment on ne doit pas interpréter Carmen, Faust, Pelléas (1932),
- Diabolus in musica (1933) dove disse, non senza ragione: "c'est peut-être moi" (questo posso essere io),
- Le Chef d'orchestre et son équipe (Paris, Juillard, 1949),
- Debussy in collaborazione con sua moglie, Germaine (Paris, Edition Costard, 1953),
- Le chef d'orchestre parle au public (1957),
- Mouvement contraire (Paris, Daumat, 1947) ove racconta la sua vita nel corso degli anni.

## Sue prime rappresentazioni
- La Marche écossaise (1913) e la Boïte à Joujoux (1919), balletto per bambini di Claude Debussy,
- Les Mariés de la Tour Eiffel, opera del Gruppo dei Sei (1921),
- L'Homme et son désir di Darius Milhaud.

## Opere

### Opera lirica
- La Nuit vénitienne, opera in tre atti da Alfred de Musset (1908)

### Balletti
- La Bonne Aventure (1922),
- El Greco (Ballets suédois ; Paris, 18 novembre 1920),
- Le Diable dans le beffroi da Edgar Allan Poe (Opéra de Paris, prima 3 giugno 1927 al Palais Garnier di Parigi,
- Jeux de couleurs (Opéra de Paris, 21 febbraio 1933),
- Le Chêne et le Tilleul, opéra-ballet (Paris, 1961).

### Musica per orchestra
- Automne (1905),
- Pour le jour de la première neige au vieux Japon (1908),
- Rapsodie de printemps (1912),
- 3 Poèmes dansés (1923),
- La Métamorphose d'Ève (1925),
- 6 Danses suédoises (1929),
- Sinfonia brève da camera (Concerts Pasdeloup, novembre 1930),
- Le Livre d'Or (1939),
- Ballade dans le goût irlandais per arpa e orchestra (1939),
- Iberiana, per violino e (1948),
- Vézelay, evocazioni sinfoniche (1952), località in cui soggiornò tutte le volte che poteva allontanarsi da Parigi (fra il 1923 ed il 1965 vi trascorse tutte le estati).

### Musica da camera
- 2 Esquisses antiques per flauto e arpa (1902),
- Poème sylvestre per legni (1905),
- Prélude et saltarelle per viola e pianoforte (1907),
- Quintette pour cordes et harpe (1918),
- Sonatine pour flûte et harpe (1919),
- Impromptu per viola e pianoforte (1922),
- Sonate pour violon et piano (1950),
- Quatuor à cordes en ut (1956),
- des pièces pour violoncelle et piano.

### Musica vocale
- 4 Chansons populaires françaises per coro a voci miste (1915),
- Le Cantique des créatures de Saint François d'Assise per coro e orchestra (1919),
- La Légende du grand Saint Nicolas (1925),
- Requiem (1940) eseguita nel 1942 e che rispetta rigorosamente la liturgia.
- Mowgli, d'après le Livre de la Jungle de Kipling (1946),
- melodie come Mélodies sur les poésies russes (1905), Au jardin de l'infante (1910).

### Musica per pianoforte
- La Nursery, pezzi a 2 e 4 mani per bambini, 3 volumi (1905 e 1911),
- Suite petite-russienne (1908),
- Paysages (1918).